# Mirosław Czech
Mirosław Czech, ukr. Мирослав Чех (ur. 16 grudnia 1962 w Wałczu) – polski polityk i dziennikarz ukraińskiego pochodzenia, poseł na Sejm II i III kadencji.

## Życiorys
W 1987 ukończył studia na Wydziale Historycznym Uniwersytetu Warszawskiego. Z zawodu dziennikarz, był m.in. redaktorem w Zakładzie Wydawniczym „Tyrsa” w Warszawie, a w latach 1990–1995 redaktorem naczelnym pisma „Zustriczi”.
W latach 1993–2001 sprawował mandat posła II i III kadencji z ramienia Unii Demokratycznej, a następnie Unii Wolności. W 1993 kandydował w Koszalinie, cztery lata później w Olsztynie, w obu wyborach był wybierany z listy ogólnopolskiej. W 2001 bez powodzenia ubiegał się o reelekcję w okręgu olsztyńskim.
Pełnił funkcję sekretarza generalnego Unii Wolności w latach 1997–2001 i Partii Demokratycznej – demokraci.pl w latach 2005–2006. Po porażce tej ostatniej partii w wyborach parlamentarnych w 2005 wycofał się z bieżącej polityki.
Komentator polityczny „Gazety Wyborczej” oraz radia Tok FM, zasiadł we władzach krajowych Związku Ukraińców w Polsce.